# Vir illustris

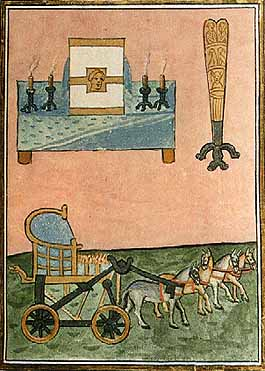
Insignia viri illustris praefecti praetorio per Illyricum ("insegne del vir illustris prefetto del pretorio per l'Illirico"), dalla Notitia dignitatum.

Il titolo vir illustris o vir inlustris ("uomo illustre") era usato nel tardo impero romano per indicare formalmente una persona appartenente ai ranghi più elevati dei senati di Roma e Costantinopoli.

## Storia
Tutti i senatori romani della tarda antichità portavano il titolo di vir clarissimus, un uso che si era gradualmente sviluppato durante i primi due secoli. Durante il quarto secolo, l'ordine senatorio si era enormemente espanso, tanto che il titolo era divenuto relativamente comune e nuovi titoli, quelli di vir spectabilis e vir illustris, furono introdotti per distinguere i senatori di alto rango. Il primo uso registrato risale al 354 per il prefetto del pretorio. Per alcuni decenni compare inconsistentemente, poi più regolarmente, forse in concomitanza con la codifica formale degli onori operata sotto Valentiniano I nel 372.
Le cariche che davano diritto a questo titolo cambiarono col tempo. Nella Notitia dignitatum (inizio del V secolo) compare in corrispondenza dei seguenti ufficiali:
1. praefectus praetorio ("prefetto del pretorio");
2. praefectus urbi ("prefetto dell'Urbe");
3. magister militum ("comandante in capo dell'esercito");
4. praepositus sacri cubiculi ("preposto alla sacra camera");
5. magister officiorum ("direttore degli uffici");
6. quaestor ("questore");
7. comes sacrarum largitionum ("ministro del tesoro");
8. comes rerum privatarum ("ministro dei beni imperiali");
9. comes domesticorum equitum sive peditum ("comandante della guardia imperiale a piedi o a cavallo").[6]

Oltre ai precedenti, il titolo fu concesso frequentemente anche ai consoli, e talvolta a ufficiali inferiori; in questi casi potrebbe trattarsi di un indizio dell'allargamento dei requisiti di concessione o meramente di una concessione su base personale.
Gli illustres furono progressivamente considerati come la parte attiva del Senato romano e, per la metà del V secolo, non ci si attendeva più che gli spectabiles e i clarissimi partecipassero al senato. All'epoca di Giustiniano I, i senatori erano definiti illustres; Allo stesso tempo, il titolo di illustris aveva subito una svalutazione simile a quella di clarissimus nel IV secolo, e gli alti ufficiali erano ora indicati con i titoli vir gloriosus o gloriosissimus e vir magnificus.

## Ortografia e abbreviazioni
L'ortografia maggiormente diffusa nelle iscrizioni e nei manoscritti è "inlustris" Poiché gli illustres provenivano tutti dai clarissimi, il titolo si trova frequentemente riportato nella forma vir clarissimus et illustris, in particolare nei documenti ufficiali. Nel primo caso la forma abbreviata è v. i. (al plurale vv. ii.), v. inl. o vir inl., nel secondo v. c. et inl.